# União das Freguesias de Santa Maria da Feira, Travanca, Sanfins e Espargo

Ehemalige Freguesias, aus denen Santa Maria da Feira, Travanca, Sanfins e Espargo hervorging

Lage im Municipío

União das Freguesias de Santa Maria da Feira, Travanca, Sanfins e Espargo (auch: Santa Maria da Feira, Travanca, Sanfins e Espargo) ist eine portugiesische Gemeinde (freguesia) im Kreis (municipio) Santa Maria da Feira mit einer Fläche von 23,36 km² und 19.788 Einwohnern (Volkszählung 2021).
Sie entstand mit der Gebietsreform 2013 durch den Zusammenschluss der ehemaligen Gemeinden Santa Maria da Feira, Travanca, Espargo und Sanfins, die heute Ortsteile der neuen Gemeinde sind.
Die Gemeinde grenzt an die Gemeinden São João de Ver, Rio Meão, Caldas de São Jorge e Pigeiros, Escapães, União das Freguesias de São Miguel do Souto e Mosteirô und Fornos.